# Marmoleum
Marmoleum je jedna z obchodních značek pro přírodní linoleum z pryskyřice, lněného oleje, dřevité nebo korkové moučky, juty, vápence a přírodních barviv. Hlavní složka – lněný olej – se extrahuje ze lnu a rozpouští se s borovicovou pryskyřicí. Potom se přidá dřevitá moučka získaná ze dřeva, které vyrostlo v obnovitelných lesích, čímž se výrobku dodá plnivo a zároveň se zlepší barvy vytvořené ekologicky šetrnými barvivy. Vápenec se používá k vytvoření jemné struktury a juta pro rub podlahoviny. Nejčastěji se vyrábí v tloušťce 2 až 3,2 mm. Látka má dlouhou životnost, která se pohybuje okolo 50–70 let a má příznivé vlivy proti šíření bakterií. Díky přírodním látkám používaným na výrobu se jedná čistě o ekologický výrobek, který je odbouratelný přírodními procesy. 

## Historie
Vynálezcem marmolea je Frederick Walton, který v roce 1863 použil poprvé jako pojivo lněný olej a kalafunu a přimísil moučku z jehličnanů do korkové moučky. Jako nosnou kostru použil jutu, díky čemuž umožnil lepší manipulaci a pokládku podlahy.  

## Výhody
- šetrný k životnímu prostředí
- tlumí hluk (díky pružnému materiálu)
- vhodné pro alergiky, astmatiky a do hygienicky náročného prostředí (umí potlačit množení nebezpečných bakterií a mikroorganismů)
- snadná údržba
- vhodné při vysoké zátěži
- lze ho kombinovat s podlahovým topením

## Nevýhody
- vyšší pořizovací náklady
- není vhodný do místností s vyšší vlhkostí